# The Art of Letting Go
"The Art of Letting Go" é uma canção da cantora e compositora americana Mariah Carey, gravada em 2013 para seu décimo quarto álbum de estúdio Me. I Am Mariah... The Elusive Chanteuse.. Foi escrita e produzida por Carey e Rodney Jerkins. Trata-se de uma faixa do gênero pop, derivando o estilo R&B e soul. Faz uso de vários instrumentos, notoriamente piano, cordas e teclado. A canção foi lançada para download digital no dia 11 de novembro de 2013, sendo enviada para as rádios no dia seguinte.

## Antecedentes e composição
Após a sua conquista nas paradas com o single "Beautiful", Mariah já se preparava para lançar um novo trabalho do seu novo projeto. Logo após ficar totalmente recuperada das lesões que sofreu na gravação do clipe remix da canção, ela postou diversas imagens nas redes sociais onde aparecia a trabalhar com produtores como Rodney “Darkchild” Jerkis e Nas, e seu atual manager e também produtor, Jermaine Dupri. No dia 12 de setembro de 2013, ela postou uma foto em seu Twitter com diversos produtores e amigos, na legenda, a mesma afirmava sobre a finalização do álbum. A capa do single foi divulga um pouco mais tarde, nela, a cantora se encontra de joelhos em uma praia vestida por uma maiô de crochê. Em seu Facebook a cantora liberou a canção para ser ouvida e revelou que a canção é muito pessoal, sendo escrita pela própria: "Todos podem se identificar com a letra e libertar algo que precise ir embora, algo que os prenda, algo que os deixe para baixo. Obrigada por compartilharem essa experiência comigo!" Ela ainda comentou na rede social: 
| “ | Eu não poderia estar mais emocionada ao anunciar que meu novo single, The Art Of Letting Go, vai ser lançado exclusivamente no Facebook no dia 11 de novembro. Essa música é muito pessoal para mim e estou muito animada em dividir essa experiência com vocês de um jeito tão íntimo. Eu nem sei o que dizer”. | ” |

## Recepção da crítica
As críticas após o lançamento da faixa foram geralmente mistas. Alicia Diaz do site Zimbio comentou que a música "é a melhor resposta que Mariah Carey poderia dar a todas as pessoas que a acusaram de ter perdido o brilho. A voz da diva está em potência máxima aqui - e ela não está para brincadeiras, ela apenas é boa naquilo que nasceu para fazer, cantar. Que importa a canção não ter um refrão definido quando ela flutua entre oitavas como ninguém?". Perez Hilton logo comentou em seu website que a cantora tem uma voz como nenhuma outra e fez uso dela na nova música, que é simplesmente linda. Com a Voz a brilhar ao longo de toda a canção, o clímax é o momento mais fabuloso". Alexa Camp revista Slant Magazine notou que a falta de um gancho perceptível significa que é improvável para reabilitar antiga glória de Mariah nas paradas, esta [a canção] foi claramente destinada para os lambs. Camp encerrou sua revisão escrevendo: "Se esta e "# Beautiful" é um sinal do que está por vir a partir do álbum, Mimi pode colocar seus nervos para descansar". Amy Sciarretto do PopCrush premiou a canção com duas estrelas e meia - ela disse que "a música não é tão memorável com sua última canção de verão. Enquanto Carey infundiu hip-hop e grooves urbanos em sua música durante grande parte da última década, ela inteligentemente evitou isto aqui. Mas ela ainda está andando um pouco sem rumo. A canção não parece que vai agradar aos fãs da Beyoncé, mas talvez um público mais velho".
Mike Ayers da Rolling Stone comentou que o número melancólico encontra Carey em boa forma, explorando a perda sobre uma superfície lisa da produção orquestral. A música se constrói progressivamente ao longo de três minutos e meio, e quando você acha que poderia ser uma das performances mais controladas de Carey em anos, ela então realiza suas notas altas que já são um clássico. Jeff Benjamin do site Fuse TV disse que "a voz da cantora está acompanhada de um piano e produção majestosa. Mariah traz palavras de conforto a todos aqueles que estão em dificuldades devido a uma má relação. A música, apoiada por um coro gospel, ascende a um clímax que dispara a voz lendária que termina com uma longa e impressionante nota musical". Brian Mansfield do USA Today descreveu a canção de Mariah como "uma brisa de ar fresco disfarçada de balada gospel. Prova de que ela seria hipnotizante, mesmo a cantar a lista telefónica". Bill Lamb do about.com afirmou que Mariah Carey lançou dois dos melhores singles de sua carreira, referindo também a #Beautiful. Ainda disse que é uma canção de separação que praticamente diz tudo liricamente, e, mesmo se você não ouvir as palavras, o desempenho apropriadamente demonstra que a voz de Mariah Carey ainda é um dos instrumentos mais fortes da música pop. Lamb encerra sua resenha dando a canção quatro estrelas e meia.

## Desempenho nas paradas
| País – Parada musical (2013)    | Melhor posição |
| ------------------------------- | -------------- |
| Irlanda – Ireland Singles Chart | 96             |

## Histórico de lançamento
| País  | Data                   | Formato                    | Versão   | Gravadora         |
| ----- | ---------------------- | -------------------------- | -------- | ----------------- |
| Mundo | 11 de novembro de 2013 | Download digital, Facebook | Original | Island, Universal |